# Parafia św. Wojciecha w Parchaniu
Parafia Świętego Wojciecha w Parchaniu jest jedną z 11 parafii leżącą w granicach dekanatu gniewkowskiego. Erygowana w XI wieku.

## Dokumenty
Księgi metrykalne: 
- ochrzczonych od 1945 roku
- małżeństw od 1945 roku
- zmarłych od 1945 roku